# Amediella involuta
Amediella involuta är en tvåvingeart som beskrevs av Jaschhof 2003. Amediella involuta ingår i släktet Amediella och familjen gallmyggor. Inga underarter finns listade i Catalogue of Life.